# Kabizi (periodiskt vattendrag i Burundi, Ruyigi)
Kabizi är ett periodiskt vattendrag i Burundi.   Det ligger i provinsen Ruyigi, i den östra delen av landet, 140 kilometer öster om huvudstaden Bujumbura.
I omgivningarna runt Kabizi växer huvudsakligen savannskog. Runt Kabizi är det ganska glesbefolkat, med 32 invånare per kvadratkilometer.